# Хоуп (Њу Мексико)
Хоуп (енгл. Hope) град је у америчкој савезној држави Њу Мексико.

## Демографија
По попису из 2010. године број становника је 105, што је 2 (-1,9%) становника мање него 2000. године.
| Група             | 2000.      | 2010.      |
| Белци             | 73 (68,2%) | 77 (73,3%) |
| Афроамериканци    | 1 (0,9%)   | 0 (0,0%)   |
| Азијати           | 0 (0,0%)   | 0 (0,0%)   |
| Хиспаноамериканци | 18 (16,8%) | 28 (26,7%) |
| Укупно            | 107        | 105        |